# Carlos Clerc
Carlos Clerc Martínez (Badalona, 21 febbraio 1992) è un calciatore spagnolo, difensore svincolato.

## Carriera
Nativo di Badalona, si unisce alle giovanili dell'Espanyol nel 2007. Debutta per la squadra delle riserve, militante in Tercera División, nel corso della stagione 2010-11.
Il 26 settembre 2013 esordisce in prima squadra, giocando titolare per 68 minuti nella sconfitta contro il Villarreal (2-1). Durante la successiva finestra di mercato invernale è mandato in prestito secco al Sabadell, club di Segunda División dove milita sino a giugno. Non trovando spazio al suo ritorno all'Espanyol, il 28 gennaio 2015 torna in prestito al Sabadell per trovare più continuità di gioco. Il 15 luglio seguente si trasferisce in prestito al Girona, dove è impiegato stabilmente come titolare e accumula 40 presenze e un gol.
Il 19 agosto 2016 è acquistato dall'Osasuna, club neopromosso in prima divisione. Passa il 1 luglio 2019 al Levante, club con il quale collezionerà 77 presenze prima di andare, nuovamente da svincolato, il 21 luglio 2022 all' Elche.

## Statistiche

### Presenze e reti nei club
Statistiche aggiornate al 17 giugno 2023.
| Stagione          | Squadra           | Campionato        | Campionato | Campionato | Coppe nazionali | Coppe nazionali | Coppe nazionali | Coppe continentali | Coppe continentali | Coppe continentali | Altre coppe | Altre coppe | Altre coppe | Totale | Totale | Totale |
| Stagione          | Squadra           | Comp              | Pres       | Reti       | Comp            | Pres            | Reti            | Comp               | Pres               | Reti               | Comp        | Pres        | Reti        | Pres   | Reti   |        |
| ----------------- | ----------------- | ----------------- | ---------- | ---------- | --------------- | --------------- | --------------- | ------------------ | ------------------ | ------------------ | ----------- | ----------- | ----------- | ------ | ------ | ------ |
| 2012-2013         | Espanyol B        | SDB               | 29         | 3          | CR              | 0               | 0               | -                  | -                  | -                  | -           | -           | -           | 29     | 3      |        |
| 2013-gen.2014     | Espanyol B        | SDB               | 18         | 2          | CR              | 0               | 0               | -                  | -                  | -                  | -           | -           | -           | 18     | 2      |        |
| 2013-gen.2014     | Espanyol          | PD                | 1          | 0          | CR              | 0               | 0               | -                  | -                  | -                  | -           | -           | -           | 1      | 0      |        |
| Totale Espanyol B | Totale Espanyol B | Totale Espanyol B | 37         | 5          |                 | 0               | 0               |                    | -                  | -                  |             | -           | -           | 37     | 5      |        |
| gen.2014-2014     | Sabadell          | SD                | 15         | 0          | CR              | 0               | 0               | -                  | -                  | -                  | -           | -           | -           | 15     | 0      |        |
| 2014-gen.2015     | Espanyol          | PD                | 0          | 0          | CR              | 2               | 0               | -                  | -                  | -                  | -           | -           | -           | 2      | 0      |        |
| gen.2015-2015     | Sabadell          | SD                | 20         | 0          | CR              | 0               | 0               | -                  | -                  | -                  | -           | -           | -           | 20     | 0      |        |
| Totale Sabadell   | Totale Sabadell   | Totale Sabadell   | 35         | 0          |                 | 0               | 0               |                    | -                  | -                  |             | -           | -           | 35     | 0      |        |
| 2015-2016         | Girona            | SD                | 40+4       | 1+0        | CR              | 1               | 0               | -                  | -                  | -                  | -           | -           | -           | 41+4   | 0+0    |        |
| 2016-2017         | Osasuna           | PD                | 25         | 1          | CR              | 1               | 0               | -                  | -                  | -                  | -           | -           | -           | 26     | 1      |        |
| 2017-2018         | Osasuna           | PD                | 31         | 0          | CR              | 0               | 0               | -                  | -                  | -                  | -           | -           | -           | 31     | 0      |        |
| 2018-2019         | Osasuna           | SD                | 40         | 0          | CR              | 1               | 1               | -                  | -                  | -                  | -           | -           | -           | 41     | 1      |        |
| Totale Osasuna    | Totale Osasuna    | Totale Osasuna    | 96         | 1          |                 | 2               | 1               |                    | -                  | -                  |             | -           | -           | 98     | 2      |        |
| 2019-2020         | Levante           | PD                | 23         | 0          | CR              | 3               | 0               | -                  | -                  | -                  | -           | -           | -           | 26     | 0      |        |
| 2020-2021         | Levante           | PD                | 35         | 0          | CR              | 5               | 0               | -                  | -                  | -                  | -           | -           | -           | 40     | 0      |        |
| 2021-2022         | Levante           | PD                | 19         | 0          | CR              | 0               | 0               | -                  | -                  | -                  | -           | -           | -           | 19     | 0      |        |
| Totale Levante    | Totale Levante    | Totale Levante    | 77         | 0          |                 | 8               | 0               |                    | -                  | -                  |             | -           | -           | 85     | 0      |        |
| 2022-2023         | Elche             | PD                | 32         | 0          | CR              | 2               | 0               | -                  | -                  | -                  | -           | -           | -           | 34     | 0      |        |
| Totale Elche      | Totale Elche      | Totale Elche      | 32         | 0          |                 | 2               | 0               |                    | -                  | -                  |             | -           | -           | 34     | 0      |        |
| Totale carriera   | Totale carriera   | Totale carriera   | 363        | 7          |                 | 15              | 1               |                    | -                  | -                  |             | -           | -           | 378    | 8      |        |